# Балпык-Би
Балпык-Би, Балпык би, Балпык (каз. Балпық би, Балпық, до 1942 года — Дунгене, затем до 1998 года — Кировский) — село, административный центр Коксуского района Жетысуской области Казахстана. Административный центр Балпыкского сельского округа. Код КАТО — 194830100.

## История
Село возникло в 1831 году на торговом пути из Центральной Азии в Сибирь, на месте древних поселений Дунгене и Мати. Названо по имени Балпыка Дербисалиулы, в честь которого в селе поставлен памятник. До 2013 года Балпык-Би являлся посёлком городского типа.

## География
Расположено на реке Коксу, в 240 км к северу от Алма-Аты. Через Балпык-Би проходит автомагистраль Алматы — Усть-Каменогорск. Грузовая железнодорожная станция Тентек на ветке Коксу — Карабулак — Талдыкорган, Текели.

## Население
В 1999 году население села составляло 12145 человек (5664 мужчины и 6481 женщина). По данным переписи 2009 года в селе проживали 12654 человека (6070 мужчин и 6584 женщины).
| Численность населения | Численность населения | Численность населения | Численность населения | Численность населения | Численность населения | Численность населения | Численность населения | Численность населения |
| 1959                  | 1970                  | 1979                  | 1989                  | 1991                  | 1999                  | 2004                  | 2005                  | 2006                  |
| --------------------- | --------------------- | --------------------- | --------------------- | --------------------- | --------------------- | --------------------- | --------------------- | --------------------- |
| 12 908                | ↗15 114               | ↗15 555               | ↗16 692               | ↘14 300               | ↘12 145               | ↘12 013               | ↘11 839               | ↗11 931               |
| 2007                  | 2008                  | 2009                  | 2010                  | 2011                  | 2012                  | 2013                  | 2014                  | 2015                  |
| ↗12 072               | ↗12 331               | ↗12 654               | ↗12 900               | ↗13 031               | ↗13 201               | ↘13 171               | ↗13 382               | ↗13 589               |
| 2016                  | 2017                  | 2018                  | 2019                  |                       |                       |                       |                       |                       |
| ↗13 759               | ↘13 587               | ↘13 513               | ↘13 336               |                       |                       |                       |                       |                       |

## Экономика
Сахарный комбинат
«Коксуский сахарный завод» — предприятие занимается производством сахара из сахарной свеклы. Производственная мощность «Коксуского сахарного завода» в 2016 г. составляла 1,6 тыс. тонн в сутки., в 2017 г. после модернизации — 2,0-2,2 тыс. тонн в сутки.
2019 г. — «Коксуским сахарным заводом» переработано 260 тыс. тонн сырья, получено 32 тыс. тонн сахара.
2020 г. — переработано более 280 тыс. тонн и получили около 40 тыс. тонн сахара.
Также на заводе завершается строительство новой линии по переработке сахарного тростника.
С начала 2022 г. предприятие произвело 29 тыс. тонн сахара. В год «Коксуский сахарный завод» производит около 250 тыс. тонн сахара. Годовая мощность тростникового сахара составляет 35 тыс. тонн сырья.

## Известные уроженцы
Здесь родились российские певцы Игорёк (13 февраля 1971) и Вика Дайнеко (12 мая 1987).